# Proton 2
Proton 2 foi uma missão do programa espacial da URSS chamado Proton. A missão foi lançada em 2 de novembro de 1965 e a nave reentrou em 6 de fevereiro de 1966. A missão, assim como sua predecessora Proton 1, consistiu em medições da intensidade dos raios-cósmicos de alta-energia.